# Сампери, Сальваторе
Сальвато́ре Сампе́ри (итал. Salvatore Samperi, 26 июля 1944, Падуя, Италия — 4 марта 2009, Рим, Италия) — итальянский кинорежиссёр и сценарист, один из активных деятелей кино контестации в Италии. Победитель и номинант международных и национальных фестивалей.

## Биография и творчество
Сальваторе Сампери родился 26 июля 1944 года в богатой семье в Падуе. Учился в университете Падуи, но бросил учёбу, чтобы присоединиться к студенческому движению в 1968 году. В этом же году сыграл свою единственную в сорокалетней кинокарьере небольшую роль (Студент) в картине «Партнёр» Бернардо Бертолуччи.

### Участие в движении контестации

Лиза Гастони в фильме Спасибо, тётя

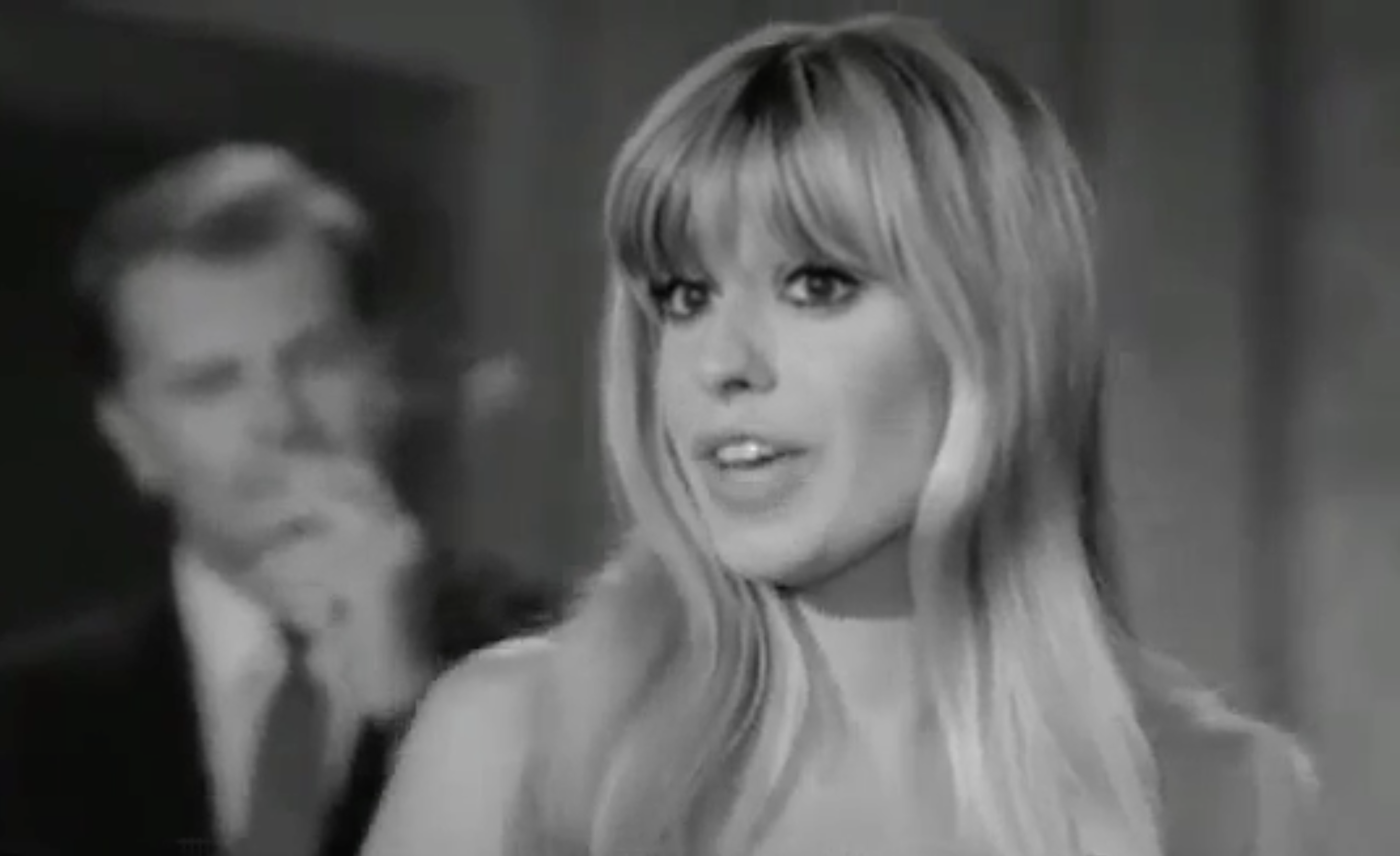
Луиза де Сантис в фильме Спасибо, тётя

Первый период карьеры режиссёра отмечен антибуржуазным пафосом. Большой поклонник Марко Беллоккьо, с небольшим количеством имеющихся денежных средств он сделал свой первый художественный фильм «Спасибо, тётя» (1968), который сам воспринимал как аллюзию на фильм «Кулаки в кармане». Главный герой — симулянт, паразитирующий на параличе ног, которого у него, на самом деле, нет, и на расстройстве нервной системы. Причина симуляции — ненависть к прогнившей буржуазной среде Италии в эпоху «экономического чуда». Отец и мачеха его — буржуа; над которыми он издевается: реконструирует военные действия во Вьетнаме и соблазняет мачеху. Переехав к своей тёте, он играет на её чувстве сострадания и доводит её до безумия. Последняя сцена — герой заставляет свою тётю впрыснуть себе яд в вену. Главную роль сыграл шведский актёр Лу Кастель. Политическая некорректность фильма постепенно, возможно, против воли самого режиссёра перерастает в патологический фрейдизм и сексуальный садизм. Коммунистическая пресса Италии осудила фильм, обвинив его в «симуляции» политического протеста и эпатаже, который воспринимается режиссёром как самоцель.
В этой первой работе уже присутствуют две наиболее важные характеристики кинематографа режиссёра: горькая сатира, мрачная, направленная против буржуазной семьи и повествование о болезненной любви, осуществление которой невозможно (в этом случае — любовь между тётей и племянником).
В двух следующих фильмах «Сердце матери» (1969) и «Забить откормленного телёнка и поджарить» (1970) с музыкой Эннио Морриконе, критика буржуазной семьи перерастает в отчётливую политическую позицию (в те годы Сампери присоединился к маоистам). Расставшись с богатым мужем, героиня первого фильма осталась одна с тремя детьми, пытающимися установить над ней свою полную власть. Она присоединяется к экстремистской группе революционеров. Герой второго фильма возвращается на родину в Италию на похороны своего отца. Он понимает, что его смерть была не случайной, начинает собственное расследование убийства. Подозреваемыми становятся его старший брат и двоюродная сестра, являющаяся любовницей брата.

### Сампери — комедиограф
На некоторое время режиссёр оставил тему молодёжных протестов, сняв комедии «Мастерское ограбление на триста миллионов» (итал. Un’anguilla da 300 milioni, 1971) и «Блаженны богатые» (1972), обе — с артистом кабаре Лино Tоффоло в главной роли. Герой второго фильма — контрабандист, снабжающий сигаретами богатых горожан. На кон поставлены огромные деньги, оставшиеся после смерти человека, которого герой нелегально должен был перевести через границу.

### Психологические драмы 70—80-х годов

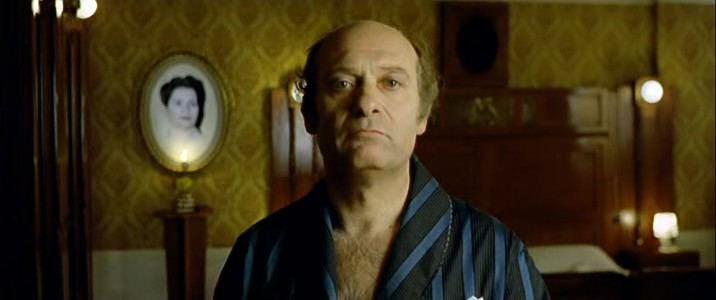
Тури Ферро в фильме «Коварство»

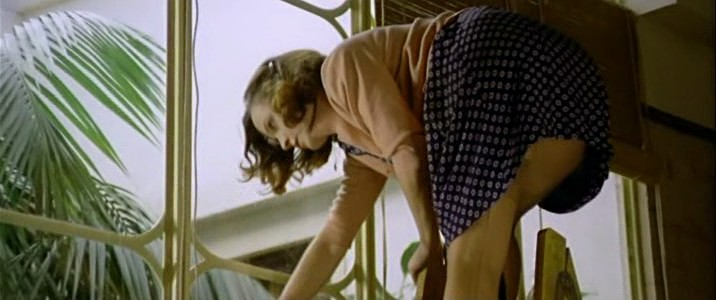
Лаура Антонелли в фильме «Коварство»

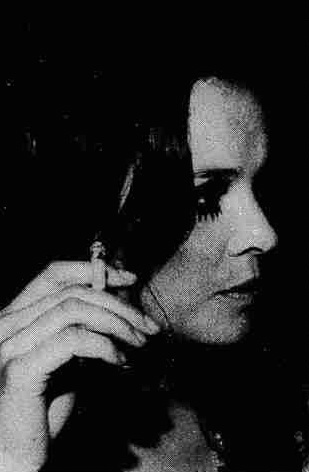
Лаура Антонелли на вручении Grolle d’Oro awards за фильм «Коварство», 8 июля 1973

Самая известная работа Сампери — «Коварство» 1973 года. Действие происходит в 1950-х годах в Сицилии. Фильм описывает карьеру скромной горничной, которая, благодаря обаянию и сексуальности, становится высокопоставленной леди. Фильм имел большой успех в прокате, значительную роль в этом успехе сыграла Лаура Антонелли в качестве секс-символа кино семидесятых. Только во Франции фильм посмотрело более 1,9 миллиона человек, а в итальянском прокате фильм занял третье место (первое — у «Последнего танго в Париже») с 10—12 миллионами зрителей. Картина заработала в итальянском кинопрокате 6 миллиардов лир, а сама Антонелли, карьера которой после удачного старта, казалось, клонилась к закату, превратилась в звезду эротического кино. Через год Сампери снова обратился к подобной теме в фильме «Несмертный грех» («Грех, достойный прощения»). Героиня Лауры Антонелли становится в нём объектом желания подростка. Оператором выступил Тонино Делли Колли. Фильм имел большой успех, но собрал меньшую кассу, чем предыдущий.
В 1976 году режиссёр поставил два проекта. Первый из них — фильм «Скандал». Действие происходит во Франции в 1940 году в самом начале Второй мировой войны. Хозяйка аптеки в провинциальном французском городе заводит слугу-любовника (Франко Неро), который, укрылся в её аптеке от призыва в действующую армию. Вскоре Арман предпринимает попытку соблазнения и дочери хозяйки. Второй фильм этого года — «Штурмовой отряд» (итал. Sturmtruppen), действие которого также разворачиваются в годы войны, но уже в армейской среде.
Позже режиссёр поставил фильм «Нене» (1977), адаптацию романа Чезаре Ланца. Действия происходит в католической Италии 1940-х годов в небольшом городке. Мальчик — герой фильма, влюблён в свою лишённую комплексов старшую кузину. Фильм «Эрнесто» (1979) посвящён проблемам гомосексуальности. Одну из первых ролей сыграл молодой Микеле Плачидо, она принесла ему приз «За лучшую мужскую роль» МКФ в Западном Берлине. В том же году Сампери возвращается к кассовому успеху с молодёжным фильмом «Лакричник» («Liquirizia»). Это была одна из самых успешных коммерческих работ в его карьере, хотя была осуждена некоторыми критиками за дурной вкус. Фильм «Чистая и целомудренная» (1981) не вызвал интереса зрителей и кинокритики. Героиня фильма принимает обет целомудрия перед смертью матери. Розе нарушает обет, обставив это событие как языческий ритуал.
В 1985 году снял фильм «Фотографируя Патрицию». Подросток из богатой семьи живёт в большом доме. У него устанавливаются двусмысленные взаимоотношения с его старшей на десять лет сестрой, по имени которой назван фильм. В 1986 году последовал фильм «Служанка». История мужчины и женщины, застенчивой и консервативной. Её горничная — полная противоположность. Она побуждает хозяйку освободится от своих табу.
Следующие фильмы режиссёра значительно уступали предыдущим. Фильм «Коварство 2000» (1991) оказался слабым отголоском своего предшественника. После провала этого фильма Сампери прекратил снимать художественные фильмы. К творческим неудачам добавился скандал: на съёмках фильма «Коварство 2000» продюсеры настояли на курсе коллагеновых инъекций для Лауры Антонелли. Инъекции были сделаны неудачно и обезобразили её лицо. Антонелли начала судебный процесс, требуя возмещения нанесённого ущерба (против самой актрисы велось в это время уголовное дело — на вилле Лауры Антонелли карабинеры обнаружили 36 грамм кокаина), а из-за нервного срыва попала в психиатрическую клинику.

### Работа на телевидении
Режиссёр, спустя годы после провала своего фильма, продолжил работать на телевидении, снимая сериалы в 2000-х годах. Наиболее удачным среди них оказалась дилогия «Честь и уважение» (2006 и 2009 годы). Главные роли в фильме исполнили актёры Пол Сорвино, Бен Газзара, Анхела Молина, Вирна Лизи. Действие начинается в Сицилии в 50-е годы XX века. Семья покидает отсталый юг и переезжает на промышленный север. Однако наладить жизнь здесь удаётся только в результате контактов с местной организованной преступностью. Один из братьев становится служителем закона, другой лидером преступной группировки.
Сампери внезапно умер в Риме 4 марта 2009 года.

## Особенности творчества
В 1960-е и начале 1970-х годов выступал как последователь Марко Беллоккьо и Бернардо Бертолуччи, увлекался коммунизмом (в самых радикальных его формах) и фрейдизмом, тонко соединяя в своих фильмах социальное с эротикой. В некоторых лентах обращался к табуированным формам человеческой сексуальности — инцесту, гомосексуальности, педофилии. Некоторые фильмы были значительно сокращены цензурой при выпуске в кинопрокат. Так фильм «Нене» был сокращён в прокатной версии до 93 минут (на 15 минут в сравнении с режиссёрской версией). Полная версия фильма «Несмертный грех» идёт 100 минут. Прокатный вариант составляет 83 минуты.
В своих фильмах сотрудничал с выдающимися деятелями итальянского и мирового кино: операторами Витторио Стораро (прозванным итальянскими критиками «богом светотени») и Паскуалино Де Сантисом, композиторами Эннио Морриконе и Рицем Ортолани, актёрами Франко Неро, Микеле Плачидо, Лаурой Антонелли, Карлой Гравина. Режиссёр отличался умением работать с актёрами-детьми.
Поздние фильмы режиссёра потеряли острую социальную направленность и приобрели коммерческий характер.
Сампери отказался от авторства фильма «Неприкаянная» (итал. «La sbandata», 1974), который был выпущен в прокат под именем малоизвестного документалиста Альфредо Малфатти (итал. Alfredo Malfatti) в качестве режиссёра. Актриса Элеонора Джорджи, сыгравшая в фильме главную женскую роль, на вопрос, кто является на самом деле режиссёром фильма, однозначно отвечала:

«Сампери. Альфредо Малфатти был помощником режиссёра, но был вынужден признать себя режиссёром фильма, а Сампери обозначил себя в титрах только как продюсер, так как он был должен работать по контракту со студией Clementelli-Cinélite, в то время как этот фильм снимала студия Lombardo-Titanus. Могли возникнуть юридические проблемы».— Meravigliosa creatura. Eleonora Giorgi (intervista) in "Nocturno", n° 104, aprile 2011. Р. 94
Главную мужскую роль сыграл в этом фильме певец Доменико Модуньо. Он же написал музыку к фильму.

## Избранная фильмография
| Год         | Фильм                                                                                                  | Участие  | Участие   | Награды |
| Год         | Фильм                                                                                                  | Режиссёр | Сценарист | Награды |
| ----------- | --- | -------- | --------- | --- |
| 1968        | Спасибо, тётя (Grazie zia, Италия, 94 минуты)                                                          | Да       | Да        | Давид ди Донателло 1968 — Golden Plate для Лизы Гастони. Golden Goblets, Italy 1968 — Golden Goblet для Лизы Гастони за лучшую женскую роль. Italian National Syndicate of Film Journalists 1969 — Silver Ribbon за лучшую работу оператора в чёрно-белом фильме.                                                       |
| 1969        | Сердце матери (Cuore di mamma, Италия, 92 минуты)                                                      | Да       | Да        | |
| 1970        | Забить откормленного телёнка и поджарить (Uccidete il vitello grasso e arrostitelo, Италия, 92 минуты) | Да       | Да        | |
| 1973        | Коварство (Malizia, Италия, 98 минут)                                                                  | Да       | Да        | Берлинский кинофестиваль 1973 — номинация на Золотого медведя. Golden Globes, Italy 1974 — Golden Globe для Лауры Антонелли за лучшую женскую роль. Golden Goblets, Italy 1973 —Golden Goblet для Лауры Антонелли. talian National Syndicate of Film Journalists 1974 —- Победитель и две номинации в разных категориях |
| 1978        | Нене (Nenè, Италия, 108 минут)                                                                         | Да       | Да        | |
| 1976        | Скандал (Scandalo, Италия, 116 минут)                                                                  | Да       | Да        | Italian National Syndicate of Film Journalists 1976 — Номинация Лизы Гаспони в категории Лучшая женская роль |
| 1976        | Эрнесто (Ernesto, Италия, 98 минут)                                                                    | Да       | Да        | Берлинский кинофестиваль 1979 — Номинация Сальваторе Сампери в категории Лучшая режиссура, победитель — Микеле Плачидо в номинации Лучшая мужская роль |
| 2006 и 2009 | Честь и уважение (L’onore e il rispetto, Италия, 2 ТВ-сезона по 6 серий в каждом)                      | Да       | Да        | |